# Like the old days
Like the old days is een muziekalbum van The Cats uit 1978. Op één nummer na, de cover Save the last dance for me, bevat de elpee werk dat The Cats nog niet eerder hebben uitgebracht. Zeven nummers zijn door de Cats-leden zelf geschreven, soms in samenwerking met anderen.

## Nummers
| Nummer | Naam                       | Geschreven door                      | Duur | Opmerkingen |
| --- | -------------------------- | ------------------------------------ | ---- | ----------- |
| A1 | Save the last dance for me | Doc Pomus en Mort Shuman             | 3:10 |             |
| A2 | Morning light              | Piet Veerman en Nail Che             | 3:32 |             |
| A3 | Nashville                  | Jaap Schilder en Alan Parfitt        | 3:42 |             |
| A4 | Lucky star                 | Henk van Broekhoven en Peter de Wijn | 3:05 |             |
| A5 | She was too young          | Cees Veerman                         | 3:40 |             |
| A6 | When it sells              | Jip Golsteijn en Ton de Zeeuw        | 3:50 |             |
| B1 | Cindy                      | Peter Reber en Rolf Zuckowski        | 3:42 |             |
| B2 | Lovin' her was easier      | Kris Kristofferson                   | 3:30 |             |
| B3 | Ridin' train               | Piet Veerman en Nail Che             | 2:21 |             |
| B4 | Children's crusade         | Jaap Schilder en Alan Parfitt        | 2:50 |             |
| B5 | Lorene                     | Arnold Mühren en Marnec              | 3:16 |             |
| B6 | Summer's gone              | Cees Veerman                         | 2:51 |             |
| B7 | Lovin' arms                | Tom Jans                             | 3:40 |             |
| Later zijn er van dit album opnieuw versies op cd uitgebracht waarop bonustracks staan. Deze cd is net als alle andere platen van The Cats in 2014 opgenomen in het verzamelwerk Complete. Op deze uitgave waren de bonustracks als volgt: |                            |                                      |      |             |
| 14. | One more time              | Tony Gregory en Ted O'Neill          |      |             |
| 15. | Jamaica                    | Ben E. King                          |      |             |